# Залучское сельское поселение
За́лучское сельское поселение — муниципальное образование (сельское поселение) в Старорусском муниципальном районе Новгородской области.
Административный центр — село За́лучье. Сельское поселение находится южнее города Старая Русса. Через территорию поселения проходит автодорога Р48 (Яжелби́цы — Демя́нск — Залучье — Старая Русса — Сольцы́) с асфальтовым покрытием, начинающаяся от федеральной трассы М10 «Россия» (Москва — Тверь — Великий Новгород — Санкт-Петербург).

## История
В 1917 году бо́льшая часть населённых пунктов нынешнего Залучского сельского поселения входила в Воскресенскую, Жгловскую, Залучскую, Коломскую, Налючскую, Черенчицкую и Шотовскую волости Старорусского уезда Новгородской губернии.
В 1927—1930 годах в составе Новгородского округа Ленинградской области, в 1930—1944 годах — в составе Ленинградской области, а в 1944—1961 годах — в составе Новгородской области существовал Залучский район.
Во время Великой Отечественной войны здесь более двух лет шли бои. С августа 1941 года Залучский район был оккупирован немецко-фашистскими войсками. Часть района освободили в марте 1942 года, оставшуюся — в феврале 1943 года. В результате, из 110 населённых пунктов только 9 имели частично уцелевшие постройки, а из 20 тысяч жителей района ко дню освобождения осталось 174 человека. Возвращаясь в родные места, люди начинали новую жизнь на пепелище.
В 1961 году Залучский район практически весь был присоединён к Старорусскому району, в состав которого вошли все его 9 сельсоветов: Боровской, Дегтяревский, Дубковский, Залучский, Ляховичский, Матасовский, Рахлицкий, Черенчицкий и Шубинский.
С 1989 года Залучский сельсовет был одним из 22 сельсоветов района. После ряда реформ и преобразований, в 2005 году, образовано Залучское сельское поселение, одно из 20 в районе.
До 2010 года в Залучское сельское поселение входил 21 населённый пункт: деревни Берёзовец, Большое Засово, Великое Село, Гарь, Залучье-2, Кокорино, Колома, Кукуй, Лозницы, Матасово, Местцы, Новые Горки, Пустошка, Рыто, Сорокопенно, Старые Горки, Хмели, Шубино, Шумилкино, посёлок Шубино и село Залучье.
С 2010 года в состав Залучского сельского поселения вошли упразднённые Коровитчинское и Пинаевогорское сельские поселения.

## Население
| 2010 | 2012  | 2013  | 2014  | 2015  | 2016  | 2017  |
| ---- | ----- | ----- | ----- | ----- | ----- | ----- |
| 1716 | ↘1704 | ↘1700 | ↘1686 | ↘1647 | ↘1635 | ↘1590 |
| 2021 |       |       |       |       |       |       |
| ↘984 |       |       |       |       |       |       |

## Состав сельского поселения
| №  | Населённый пункт | Тип населённого пункта       | Население |
| -- | ---------------- | ---------------------------- | --------- |
| 1  | Берёзовец        | деревня                      | 11        |
| 2  | Большое Засово   | деревня                      | 37        |
| 3  | Бор              | деревня                      | 0         |
| 4  | Будомицы         | деревня                      | 8         |
| 5  | Великое Село     | деревня                      | 15        |
| 6  | Верясско         | деревня                      | 11        |
| 7  | Гарь             | деревня                      | 5         |
| 8  | Дроздино         | деревня                      | 39        |
| 9  | Дубки            | деревня                      | 45        |
| 10 | Залучье          | село, административный центр | ↘553      |
| 11 | Залучье-2        | деревня                      | 16        |
| 12 | Заробье          | деревня                      | 6         |
| 13 | Кобылкино        | деревня                      | 38        |
| 14 | Кокорино         | деревня                      | 4         |
| 15 | Колома           | деревня                      | 2         |
| 16 | Коровитчино      | деревня                      | 126       |
| 17 | Кукуй            | деревня                      | 3         |
| 18 | Кулаково         | деревня                      | 21        |
| 19 | Лозницы          | деревня                      | 28        |
| 20 | Лука             | деревня                      | 0         |
| 21 | Ляховичи         | деревня                      | 65        |
| 22 | Матасово         | деревня                      | 2         |
| 23 | Местцы           | деревня                      | 18        |
| 24 | Новоселье        | деревня                      | 63        |
| 25 | Новые Горки      | деревня                      | 14        |
| 26 | Омычкино         | деревня                      | 11        |
| 27 | Пинаевы Горки    | деревня                      | 199       |
| 28 | Погостище        | деревня                      | 4         |
| 29 | Подолжино        | деревня                      | 4         |
| 30 | Пустошка         | деревня                      | 46        |
| 31 | Рахлицы          | деревня                      | 7         |
| 32 | Рыто             | деревня                      | 2         |
| 33 | Сорокопенно      | деревня                      | 0         |
| 34 | Средняя Ловать   | деревня                      | 41        |
| 35 | Старая Пересса   | деревня                      | 4         |
| 36 | Старые Горки     | деревня                      | 0         |
| 37 | Хмели            | деревня                      | 5         |
| 38 | Ходыни           | деревня                      | 20        |
| 39 | Черенчицы        | деревня                      | 52        |
| 40 | Шелгуново        | деревня                      | 74        |
| 41 | Шотово           | деревня                      | 15        |
| 42 | Шубино           | деревня                      | 15        |
| 43 | Шубино           | посёлок                      | 57        |
| 44 | Шумилкино        | деревня                      | 30        |

## Достопримечательности
- В 12 км южнее Пинаевых Горок, на месте бывшей усадьбы Семёново, установлен памятный знак, сообщающий, что здесь в 1873 году родился великий русский композитор, пианист и дирижёр Сергей Рахманинов[15][16].
- Близ деревни Будомицы установлен памятный знак на месте не сохранившейся усадьбы Васильевщина, где родился генерал-майор Михаил Михайлович Поморцев — (1851—1916) — русский изобретатель в области ракетной техники, аэрологии[17].